# 바르바리마카크
바르바리마카크 (Macaca sylvanus)는 긴꼬리원숭이과에 속하는 영장류의 일종이다. 마카크 중에서 유일하게 꼬리가 짧다. 알제리의 아틀라스 산맥과 모로코의 일부 지역에서 발견된다. 지브롤터 개체종은 도입종으로 보이며, 바르바리마카크는 구세계원숭이 종 중에서 가장 잘 알려진 원숭이의 하나이다.
사람을 제외하고, 사육되지 않고 유럽에서 유일한 영장류이다. 통상적으로 "바르바리에이프원숭이"(Barbary Ape)라고 불리지만, 바르바리마카크는 유인원은 아니고 원숭이의 일종이다.

## 같이 보기
- 셀레베스도가머리마카크